# Остехбюро
«Остехбюро» (сокр. от Особое техническое бюро по военным изобретениям специального назначения) — советская опытно-конструкторская и научно-исследовательская организация по созданию перспективных образцов боевой техники, учреждённая при ВСНХ СССР по постановлению Совета труда и обороны от 18 июля 1921 г..

## История создания
Мандат на руководство Остехбюро, подписанный председателем Совета Труда и Обороны В. Ульяновым (Лениным), председателем ВСНХ П. А. Богдановым и секретарем СТО Л. А. Фотиевой, получил изобретатель Владимир Иванович Бекаури, известный своими изобретениями в военной области.
С 1921 по 1929 год в состав Остехбюро входили три основных научно-технических отдела, которые занимались разработкой морского, самолётного и радиотелемеханического вооружения для армии и флота.

### Перевод Остехбюро из Ленинграда в Москву
30 ноября 1927 года В. И. Бекаури доложил правительственной комиссии «Об организации и перенесении части работ Остехбюро в Москву». Завершился перевод в 1935 году после принятия решения Правительства СССР 8 мая 1935 года «О переводе Остехбюро в Москву».
После перевода в Москву бо́льшей части лабораторий в бюро стали работать также заключенные ГУЛАГа; из секретного КБ оно превратилось в «шарашку». В Ленинграде осталось отделение с морской тематикой.
В Москве Остехбюро было размещено на Садово-Черногрязской улице, дом № 6. Оно занимало несколько зданий. Вплоть до октября 1941 года Остехбюро находилось по этому адресу.

## Деятельность
Бюро состояло из шести «частей» (подразделений): специальной, авиационной, подводного плавания, взрывчатых веществ, электротехнической, экспериментально-исследовательской. До 1926 года в ведении Остехбюро находился минный завод «Торпедо». Согласно постановлению СНК СССР от 3 июня 1930 года Остехбюро было передано в ведение Наркомата по военным и морским делам СССР. По положению от 28 августа 1930 года бюро занималось разработкой и внедрением «изобретений и новых конструкций военного характера в области авиации, телемеханики, радиосвязи и вооружения Военно-морских сил».

### Приборы «Беми»
К концу 1924 года в Остехбюро были созданы первые образцы приборов для управления взрывами на расстоянии с помощью радиоволн. Они получили название «Беми» по начальным буквам фамилий Бекаури и его сподвижника В. Ф. Миткевича, который позднее стал академиком АН СССР. В 1929 году после успешных испытаний и при поддержке Народного комиссара по военным и морским делам М. В. Фрунзе «Беми» были приняты на вооружение Красной Армии. В 1932 году в составе Особой Краснознамённой Дальневосточной армии была сформирована рота специального назначения, вооруженная приборами «Беми»
.
Бекаури и его единомышленники сосредоточились на радиоуправлении и достигли значительных успехов. Были созданы радиомины, телетанки, сверхмалая подлодка, предприняты попытки создания радиоуправляемого самолёта (за несколько десятилетий до БПЛА).

### «Пигмей»
Эта сверхмалая подлодка стала героем одного фильма сериала «Искатели». Она носила название «Пигмей», к сожалению, после расстрела Бекаури подлодка осталась в единственном экземпляре и находилась на морском полигоне Остехбюро в Балаклаве до начала Великой Отечественной войны. После случайного захвата «Пигмея» вблизи Феодосии посмотреть на трофей приехали создатели итальянской сверхмалой подводной лодки и были поражены её техническими характеристиками. В 1942 году немцы хотели вывезти в Германию этот единственный образец. Но произошла нештатная ситуация, которая привела к тому, что лодка утонула. И вот, в 80-х годах вблизи Феодосии группа дайверов нашла неизвестную подлодку сверхмалой длины. Именно по этому следу ведущий сериала «Искатели» А. Ф. Хорошев смог на глубине около 50 метров найти эту сверхмалую подлодку, которую считали мифом.

## Конец Остехбюро
В период сталинских репрессий в 1937 году Бекаури был арестован и 8 февраля 1938 года расстрелян. 11 апреля 1937 года Остехбюро было передано в ведение Наркомата оборонной промышленности (НКОП СССР). 20 июля 1937 года оно было реорганизовано в Особое техническое управление (Остехуправление) НКОП СССР. Распоряжением НКОП от 8 сентября 1937 года Остехуправление разделено на три самостоятельных отраслевых института: НИИ-20, НИИ-22, НИИ-36. В настоящее время разработчиком вооружения для Военно-морского флота является Концерн «Морское подводное оружие — Гидроприбор».